# Кретов Степан Іванович
Степа́н Іва́нович Кре́тов (рос. Степан Иванович Кретов; 25 грудня 1919 — 19 січня 1975) — радянський військовий льотчик авіації далекої дії, учасник Другої світової війни, полковник (1960). Двічі Герой Радянського Союзу (1944, 1948).

## Біографія
Народився 25 грудня 1919 року в селі Мала Нічка (тепер — Мінусінський район Красноярського краю) в селянській родині. Росіянин. З дитячих років мешкав у Мінусінську. Закінчив середню школу й аероклуб. Навчався у Канському сільськогосподарському технікумі.
У лавах РСЧА з 1939 року. У 1940 році закінчив Балашовську військову авіаційну школу пілотів. Проходив військову службу в стройових частинах ВПС СРСР, молодший лейтенант.
Учасник німецько-радянської війни з червня 1941 року. Воював у складі 21-го далекобомбардувального авіаційного полку (з вересня 1943 року — 24-й гвардійський авіаційний полк далекої дії). Брав участь у бойових діях на півдні України влітку 1941 року, Донбаській і Ростовській оборонних, Ростовській наступальній операції 1941 року, битві за Кавказ у 1942–1943 роках, на Кубані у 1943 році, Донбаській наступальній операції 1943 року, битві за Дніпро. Завдавав успішних бомбових ударів по військовим об'єктам і укріпленням супротивника під Кенігсбергом, на території Польщі, Угорщини, Румунії, Фінляндії, Німеччини.
Пройшов бойовий шлях від пілота до командира авіаційної ескадрильї. Всього за роки війни здійснив 400 бойових вильотів (у тому числі понад 300 — нічних) на бомбардувальнику Іл-4. Разом зі своїм екіпажем знищив на ворожих аеродромах 60 й збив у повітряних боях 10 літаків супротивника.
У повоєнні роки продовжував військову службу. У 1950 році закінчив Вищу офіцерську льотно-тактичну школу, у 1958 році — Військово-повітряну академію. З липня 1961 року проходив службу у РВСП: викладач кафедри бойового застосування ракет і тактики, згодом старший викладач кафедри тактики, історії військового мистецтва і загальновійськової підготовки Ростовського вище військове командне училища. З грудня 1973 року — старший викладач Військової академії імені Ф. Е. Дзержинського.
У 1974 році полковник С. І. Кретов вийшов у відставку. Жив у Москві, де й помер 19 січня 1975 року. Похований на Введенському цвинтарі (ділянка 29).

## Нагороди
Указом Президії Верховної Ради СРСР від 13 березня 1944 року за мужність і героїзм, виявлені у боях, гвардії капітану Кретову Степану Івановичу присвоєне звання Героя Радянського Союзу з врученням ордена Леніна і медалі «Золота Зірка» (№ 3538).
Указом Президії Верховної Ради СРСР від 23 лютого 1948 року майор Кретов Степан Іванович вдруге нагороджений медаллю «Золота Зірка» (№ 44/ІІ).
Нагороджений двома орденами Леніна (31.12.1942, 13.03.1944), двома орденами Червоного Прапора (23.12.1941, 14.11.1942), орденом Червоної Зірки (1954) і медалями.

## Пам'ять
Бронзове погруддя С. І. Кретова встановлене у місті Мінусінську Красноярського краю.